# Бериша, Мергим
Мергим Бери́ша (алб. Mërgim Berisha; род. 11 мая 1998, Берхтесгаден, Бавария) — немецкий футболист, нападающий клуба «Хоффенхайм» и сборной Германии.

## Международная карьера
С 2019 года выступает за молодёжную сборную Германии (до 21 года). Ранее он рассматривался как игрок для сборных Албании и Косова (соответствующие футбольные ассоциации обращались к нему), так как родители футболиста были родом из города Сува-Река в Косово. Однако, поскольку футболист представлял Германию только на молодёжном уровне, то он по-прежнему имеет шанс играть за взрослую сборную либо Албании, либо Косова.

## Достижения
«Ред Булл» (Зальцбург)
- Чемпион Австрии (2): 2016/17, 2019/20
- Обладатель Кубка Австрии (3): 2016/17, 2019/20, 2020/21
- Победитель Юношеской лиги УЕФА: 2016/17